# Judo tại Đại hội Thể thao Đông Nam Á 2011
Judo tại Đại hội Thể thao Đông Nam Á năm 2011 diễn ra từ ngày 17 đến 20 tháng 11 năm 2011 tại  tại Kelapa Gading Judo Center, Jakarta, Indonesia, với các nội dung đấu đối kháng cá nhân nam – nữ ở tất cả 14 hạng cân và nội dung Kata (quyền) dành cho cả hai giới. Đoàn thể thao Thái Lan giành vị trí nhất toàn đoàn với 5 huy chương vàng, trong khi đó đoàn chủ nhà Indonesia và Việt Nam cùng có 4 huy chương vàng.

## Bảng huy chương
| Hạng               | Đoàn               | Vàng | Bạc | Đồng | Tổng số |
| ------------------ | ------------------ | ---- | --- | ---- | ------- |
| 1                  | Thái Lan (THA)     | 5    | 3   | 6    | 14      |
| 2                  | Indonesia (INA)    | 4    | 2   | 7    | 13      |
| 3                  | Việt Nam (VIE)     | 4    | 2   | 5    | 11      |
| 4                  | Myanmar (MYA)      | 1    | 6   | 2    | 9       |
| 5                  | Lào (LAO)          | 1    | 2   | 1    | 4       |
| 6                  | Philippines (PHI)  | 1    | 0   | 6    | 7       |
| 7                  | Campuchia (CAM)    | 0    | 1   | 0    | 1       |
| 8                  | Malaysia (MAS)     | 0    | 0   | 2    | 2       |
| 9                  | Singapore (SIN)    | 0    | 0   | 1    | 1       |
| Tổng số (9 đơn vị) | Tổng số (9 đơn vị) | 16   | 16  | 30   | 62      |

## Tóm tắt kết quả

### Kata
| Nội dung         | Vàng                                                        | Bạc                                             | Đồng                                                |
| ---------------- | ----------------------------------------------------------- | ----------------------------------------------- | --------------------------------------------------- |
| Nage-no kata nam | Indonesia · Embun Cahyono · Suliswanto                      | Lào · Viengvilay Chansy · Chindavon Syvanevilay | Thái Lan · Pongthep Tumrongluk · Sangob Sasipongpan |
| Jū-no-kata nữ    | Thái Lan · Pitima Thaweerattanasinp · Chuthathip Bampenboon | Lào · Mayouly Phanouvong · Phonevan Syamphone   | Indonesia · Sari Astraviani Basuki · Ita Rahmawati  |

### Đối kháng nam
| Hạng cân | Vàng                       | Bạc                           | Đồng                               |
| -------- | -------------------------- | ----------------------------- | ---------------------------------- |
| 55 kg    | Toni Irawan · Indonesia    | Khom Ratanakmony · Campuchia  | Kap Cin Pau · Myanmar              |
| 55 kg    | Toni Irawan · Indonesia    | Khom Ratanakmony · Campuchia  | Huỳnh Nhất Thống · Việt Nam        |
| 60 kg    | Hồ Ngân Giang · Việt Nam   | Hein Latt Zaw · Myanmar       | Budi Hidayat · Indonesia           |
| 60 kg    | Hồ Ngân Giang · Việt Nam   | Hein Latt Zaw · Myanmar       | Sarawut Petsing · Thái Lan         |
| 66 kg    | Peter Taslim · Indonesia   | Amornthep Namwiset · Thái Lan | Lloyd Dennis Catipon · Philippines |
| 66 kg    | Peter Taslim · Indonesia   | Amornthep Namwiset · Thái Lan | Nguyễn Đình Lộc · Việt Nam         |
| 73 kg    | Achilleus Ralli · Thái Lan | Thura Zaw · Myanmar           | Gilbert Ramirez · Philippines      |
| 73 kg    | Achilleus Ralli · Thái Lan | Thura Zaw · Myanmar           | Nguyễn Tuấn Học · Việt Nam         |
| 81 kg    | Tô Hải Long · Việt Nam     | Yan Naing Soe · Myanmar       | John Baylon · Philippines          |
| 81 kg    | Tô Hải Long · Việt Nam     | Yan Naing Soe · Myanmar       | Watcharin Jampawong · Thái Lan     |
| 90 kg    | Horas Manurung · Indonesia | Zin Linn Aung · Myanmar       | Mohamed Ezzat · Malaysia           |
| 90 kg    | Horas Manurung · Indonesia | Zin Linn Aung · Myanmar       | Saknarin Kaewpkdee · Thái Lan      |
| 100 kg   | Đặng Hào · Việt Nam        | Teerawat Homklin · Thái Lan   | Sengsouly Manivong · Lào           |
| 100 kg   | Đặng Hào · Việt Nam        | Teerawat Homklin · Thái Lan   | Krisna Bayu · Indonesia            |

### Đối kháng nữ
| Hạng cân | Vàng                          | Bạc                                     | Đồng                              |
| -------- | ----------------------------- | --------------------------------------- | --------------------------------- |
| 45 kg    | Nancy Quillotes · Philippines | Terry Kusumawardani Susanti · Indonesia | Sel Wee · Myanmar                 |
| 45 kg    | Nancy Quillotes · Philippines | Terry Kusumawardani Susanti · Indonesia | Orn-areeya Konngoen · Thái Lan    |
| 48 kg    | Wanwisa Muenjit · Thái Lan    | Văn Ngọc Tú · Việt Nam                  | Dewinda Ariani Trisna · Indonesia |
| 48 kg    | Wanwisa Muenjit · Thái Lan    | Văn Ngọc Tú · Việt Nam                  | Helen Dawa · Philippines          |
| 52 kg    | Phonenaly Sayarath · Lào      | Thin Zar Soe · Myanmar                  | Jenielou Mosqueda · Philippines   |
| 52 kg    | Phonenaly Sayarath · Lào      | Thin Zar Soe · Myanmar                  | Dương Thị Thanh Minh · Việt Nam   |
| 57 kg    | Om Pongchaliew · Thái Lan     | Ni Kadek Anny Pandini · Indonesia       | Ang Xuan Yi · Singapore           |
| 57 kg    | Om Pongchaliew · Thái Lan     | Ni Kadek Anny Pandini · Indonesia       | Hồ Thị Như Vân · Việt Nam         |
| 63 kg    | Bùi Thị Hòa · Việt Nam        | Orapin Senatham · Thái Lan              | Indah Setiawati · Indonesia       |
| 63 kg    | Bùi Thị Hòa · Việt Nam        | Orapin Senatham · Thái Lan              | Nik Norbaizura · Malaysia         |
| 70 kg    | Surattana Thongsri · Thái Lan | Thandar Win · Myanmar                   | Kiyomi Watanabe · Philippines     |
| 70 kg    | Surattana Thongsri · Thái Lan | Thandar Win · Myanmar                   | Desi Yudiyanti · Indonesia        |
| 78 kg    | Aye Aye Aung · Myanmar        | Trần Thúy Duy · Việt Nam                | Arreewan Chansri · Thái Lan       |
| 78 kg    | Aye Aye Aung · Myanmar        | Trần Thúy Duy · Việt Nam                | Ira Purnamasari · Indonesia       |